# Montgazin
Montgazin is een gemeente in het Franse departement Haute-Garonne (regio Occitanie) en telt 171 inwoners (2005). De plaats maakt deel uit van het arrondissement Muret.

## Geografie
De oppervlakte van Montgazin bedraagt 6,9 km², de bevolkingsdichtheid is 24,8 inwoners per km².
De onderstaande kaart toont de ligging van Montgazin met de belangrijkste infrastructuur en aangrenzende gemeenten.

## Demografie
Onderstaande figuur toont het verloop van het inwonertal (bron: INSEE-tellingen).